# Lallemandana solomonensis
Lallemandana solomonensis är en insektsart som beskrevs av Hamilton 1980. Lallemandana solomonensis ingår i släktet Lallemandana och familjen spottstritar. Inga underarter finns listade i Catalogue of Life.